# Yu Song
Yu Song (en chino: 于颂; Qingdao, 6 de agosto de 1987) es una deportista china que compite en judo.
Participó en los Juegos Olímpicos de Río de Janeiro 2016, obteniendo una medalla de bronce en la categoría de +78 kg. Ganó dos medallas de oro en el Campeonato Mundial de Judo, en los años 2015 y 2017, y tres medallas en el Campeonato Asiático de Judo, en los años 2005 y 2015.

## Palmarés internacional
| Juegos Olímpicos    | Juegos Olímpicos        | Juegos Olímpicos  | Juegos Olímpicos |
| Año                 | Lugar                   | Medalla           | Categoría        |
| ------------------- | ----------------------- | ----------------- | ---------------- |
| 2016                | Río de Janeiro (Brasil) | Medalla de bronce | +78 kg           |
| Campeonato Mundial  |                         |                   |                  |
| Año                 | Lugar                   | Medalla           | Categoría        |
| 2015                | Astaná ( Kazajistán)    | Medalla de oro    | +78 kg           |
| 2017                | Budapest (Hungría)      | Medalla de oro    | +78 kg           |
| Campeonato Asiático |                         |                   |                  |
| Año                 | Lugar                   | Medalla           | Categoría        |
| 2005                | Taskent (Uzbekistán)    | Medalla de plata  | +78 kg           |
| 2005                | Taskent (Uzbekistán)    | Medalla de bronce | Abierta          |
| 2015                | Kuwait (Kuwait)         | Medalla de oro    | +78 kg           |